# Befreite Welt

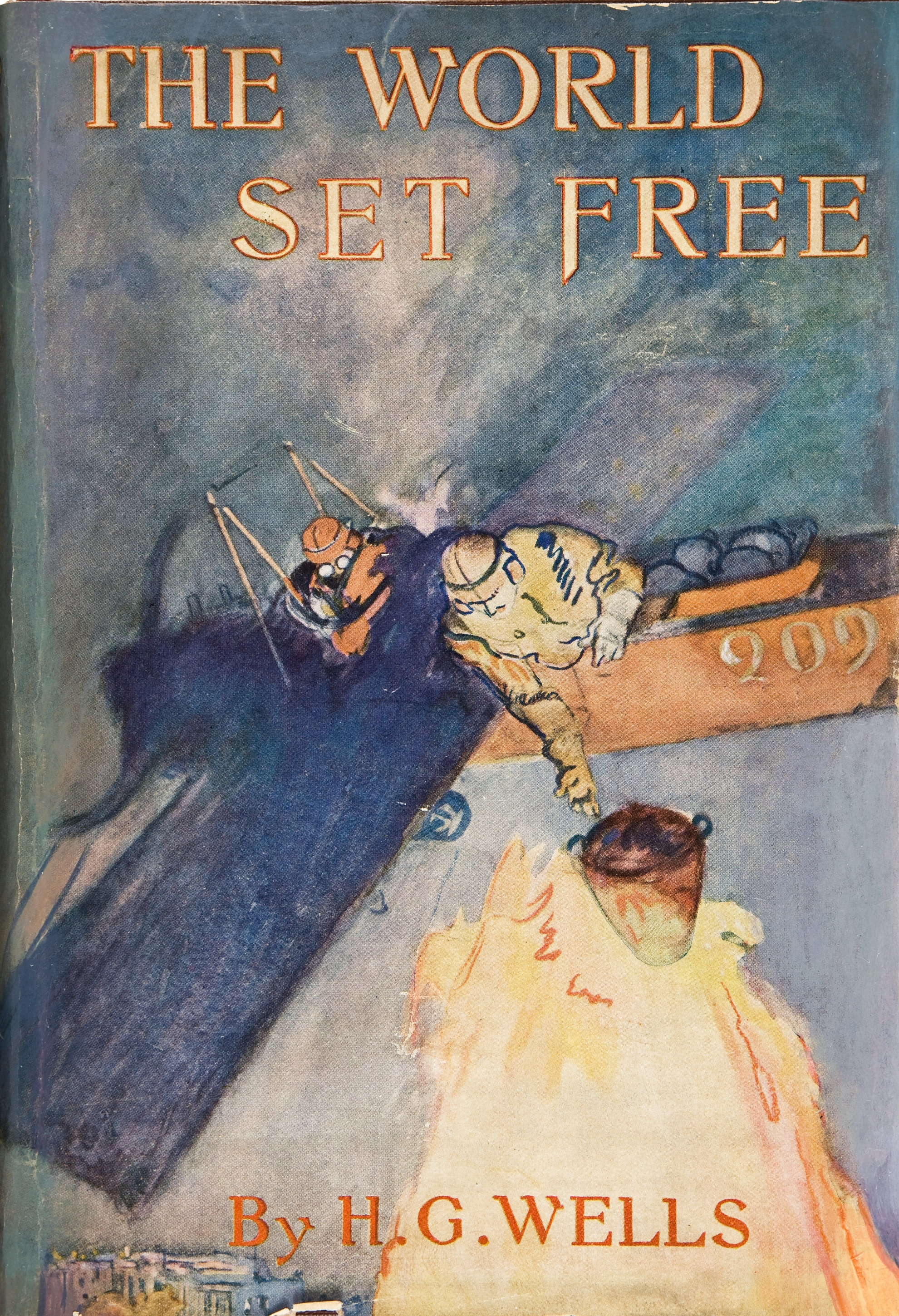
Originalausgabe 1914

Befreite Welt (Originaltitel: The World Set Free) ist ein Science-Fiction-Roman des englischen Autors H. G. Wells. In dem erstmals 1914 erschienenen Roman beschreibt Wells neben der Entdeckung der Kernenergie auch die Entwicklung von Atomwaffen sowie die verheerenden Folgen, die ein mit diesen Waffen geführter Weltkrieg haben könnte. Wells erfand und prägte mit dem Werk auch den Begriff der Atombombe. Der ungarische Physiker Leó Szilárd wurde in den 1930er Jahren durch das Werk zu ersten Überlegungen über nukleare Kettenreaktionen angeregt.